# فيليكس دونيلي
فيليكس دونيلي (بالإنجليزية: Felix Donnelly)‏ (23 نوفمبر 1929 - 26 أغسطس 2019)؛ قسيس وروائي نيوزيلندي. درس في جامعة أوكلاند.